# Horst Lehr
Horst Justin Junior Lehr, född 6 december 1999 i Ludwigshafen am Rhein, är en tysk brottare som tävlar i fristil. 

## Karriär
Vid EM 2020 i Rom tog Lehr brons i 57 kg-klassen. Vid VM 2021 i Oslo tog Lehr brons i 57 kg-klassen efter att han besegrat Abubakar Mutaliev i bronsmatchen.